# Gut Bjølstad

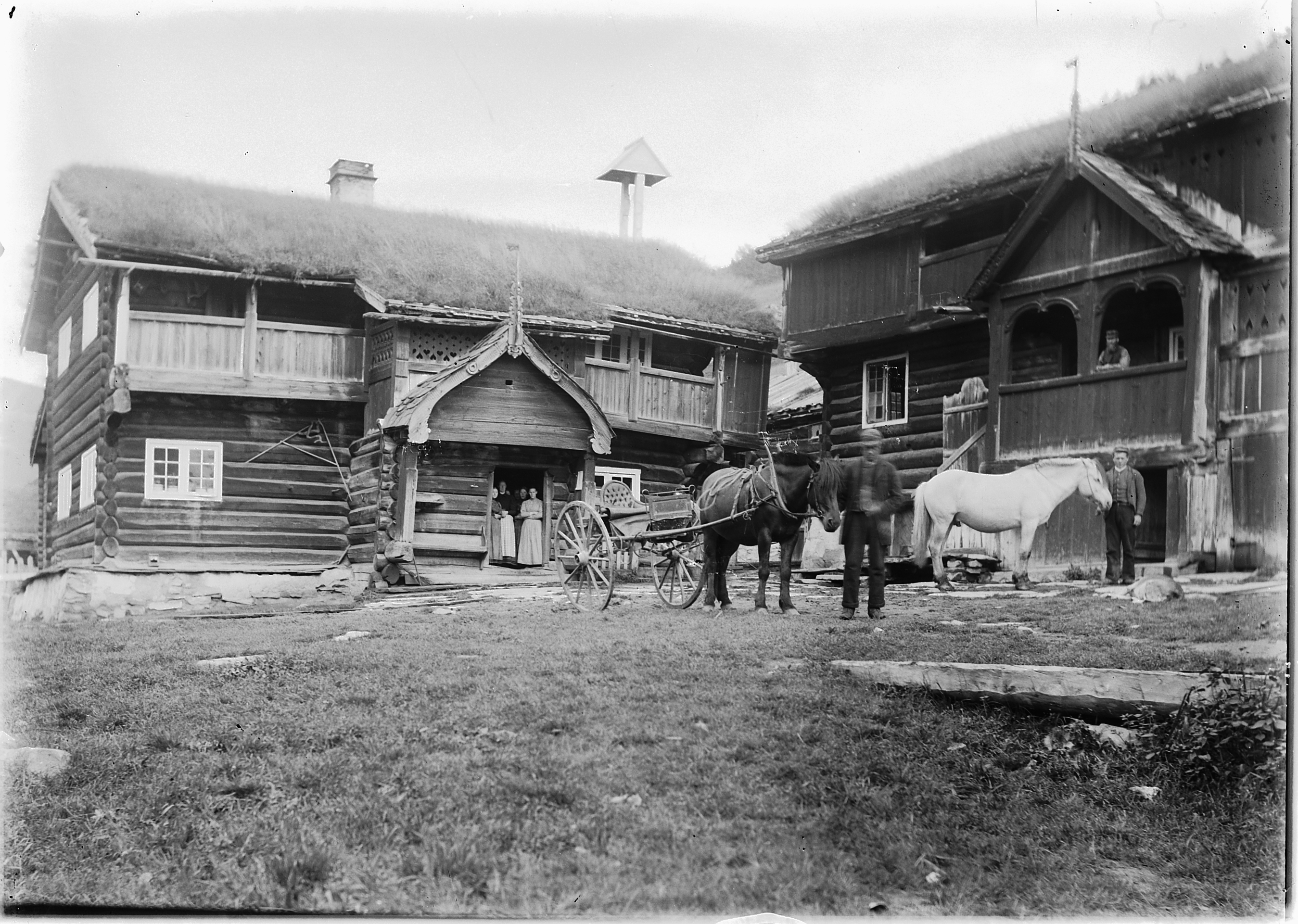
Das Gut Bjølstad um 1910.

Das Gut Bjølstad (norwegisch: Bjølstad gård) befindet sich im Heidal, einem Seitental des Gudbrandsdal, in der Gemeinde Sel, im norwegischen Fylke Innlandet und galt lange als eines der größten und wichtigsten Güter der Gegend.

## Geschichte
Das Gut wurde erstmals im Jahre 1270 schriftlich erwähnt. Eirik Bjørnsson kaufte um 1430 den Hof Stück für Stück auf. Er war der Stammvater des Bratt-Geschlechts, dessen Nachfahren, heute über eine Seitenlinie, in der 25. Generation Eigentümer des Gutes sind. Zum 850-jährigen Familienjubiläum (und 700-jährigen Jubiläum auf Bjølstad) im Jahre 1970 trafen sich rund 800 Angehörige des Bratt-Geschlechts zum Familientreffen und errichteten zu diesem Anlass einen Gedenkstein.
Im Jahre 1680 umfasste der Hof 26 Häusler und über 700 Gebäude. 1904 gehörten ein Quadratkilometer Ackerland und 30 Quadratkilometer Wald zu Bjølstad.
Die Bjølstadkapelle ist ein in Blockbauweise errichtetes Gebäude von 1531 und hat Platz für 75 Gemeindemitglieder. Die Portalplanken, mit Schnitzereien im Urnes-Stil, wurden wahrscheinlich von einer früheren Stabkirche wieder verwendet. Zeitweise wurde die Kapelle auch als Lagerhaus und Scheune genutzt.
Neun Gebäude des Gutes aus der Zeit zwischen 1600 und 1821 stehen seit 1924 unter Denkmalschutz.
Der Hof war Drehort für die österreichische Verfilmung des Buches „Und ewig singen die Wälder“ (1933) von Trygve Gulbranssen.